# Radosław Kucharczyk
Radosław Kamil Kucharczyk (ur. 6 lipca 1981) – polski romanista, wykładowca Uniwersytetu Warszawskiego.

## Życiorys
Radosław Kucharczyk maturę zdał w I Liceum Ogólnokształcącym im. Tadeusza Kościuszki w Starachowicach. W 2003 uzyskał na Uniwersytecie Warszawskim tytuł licencjata na podstawie pracy Peut-on définir le bilinguisme ? Quelques remarques sur les définitions scientifiques et les représentations sociales du phénomène napisanej pod kierunkiem Krystyny Wróblewskiej-Pawlak. W 2005 ukończył tamże studia magisterskie, broniąc pracę Exploiter l’humour en classe de FLE – vers une pédagogie du rire, której promotorką była Jolanta Zając. Pod jej kierunkiem także doktoryzował się w 2010 na UW w zakresie nauk humanistycznych na podstawie rozprawy Développer la compétence pragmatique à l’oral dans l’enseignement/apprentissage des langues (exemple du FLE). W 2018 habilitował się na UW w dziedzinie nauk humanistycznych, dyscyplina językoznawstwo, przedstawiwszy dzieło Nauczanie języków obcych a dydaktyka wielojęzyczności (na przykładzie francuskiego jako drugiego języka obcego).
Jego zainteresowania naukowe obejmują takie zagadnienia jak: polityka językowa Unii Europejskiej, rola kompetencji różnojęzycznej w procesie uczenia się i nauczania języków tercjarnych, ocenianie i testowanie biegłości językowej, glottodydaktyczne implikacje językoznawczych teorii interakcyjnych.
Od 2008 zawodowo związany z Uniwersytetem Warszawskim, początkowo z Uniwersyteckim Kolegium Kształcenia Nauczycieli Języka Francuskiego UW, a od 2010 z Wydziałem Neofilologii Uniwersytetu Warszawskiego, gdzie został kierownikiem Zakładu Dydaktyki Języków Romańskich.
Pracował także jako nauczyciel języka francuskiego w: VIII Liceum Ogólnokształcącym i Gimnazjum nr 58 im. Władysława IV w Warszawie (2002–2009), XXI Liceum Ogólnokształcącym im. Hugona Kołłątaja w Warszawie (2009–2015) oraz XV Liceum Ogólnokształcącym i Gimnazjum nr 34 im. Narcyzy Żmichowskiej w Warszawie (od 2015).
Uzyskał uprawnienia egzaminatora maturalnego języka francuskiego oraz egzaminatora międzynarodowego egzaminu DELF (poziomy A1–B2) oraz DALF (poziomy C1–C2) oraz do kształcenia egzaminatorów egzaminu DELF.
Członek zarządu głównego Polskiego Towarzystwa Neofilologicznego.